# Operand
Operand – w matematyce argument operatora, tj. funkcji danej przestrzeni w siebie (tzw. endomorfizm). Przykładowo dla działania dodawania {\displaystyle +,} będącego operatorem w ustalonym ciele (np. liczb rzeczywistych) postaci
{\displaystyle 3+6=9}
operandami są liczby {\displaystyle 3} oraz {\displaystyle 6.}
Operand – w cybernetyce zbiór obiektów (osób, przedmiotów, procesów), na których wykonywane jest pewne działanie. Wynikiem przekształcenia operandu jest transformata; zbiór operandów jest zamknięty względem danej transformacji, gdy w zbiorze transformat nie występują elementy spoza zbioru operandów.